# Храм божественного Августа (Рим)
Храм Божественного Августа ― главный древнеримский храм, посвящённый первому римскому императору Октавиану Августу, который был объявлен богом.  
Храм был возведён между Палатинским и Капитолийским холмами, позади базилики Юлии, на месте дома, в котором Август провёл свои юные годы. Как известно из римской чеканки, храм был в ионическом архитектурном ордере. Тем не менее, его точный размер, физические пропорции и местонахождение неизвестны. Провинциальные храмы в честь обожествлённого императора, такие как, к примеру, гораздо меньший храм Августа в Пуле (ныне Хорватия), уже были построены при жизни правителя. Вероятно, из-за сопротивления общественного мнения император не был официально обожествлен в Риме до тех пор, пока после его смерти не построили храм в его честь в Ноле в Кампании, где он и умер. Впоследствии ему были посвящены храмы по всей Римской империи.

## История
Храм был построен в I веке н.э., после того как римский сенат дал соответствующую клятву вскоре после смерти императора в 14 году н.э. Древние источники расходятся во мнениях относительно того, был ли он построен преемником Августа Тиберием и вдовой Августа Ливией или же только Тиберием. Только после смерти Тиберия в 37 году храм был окончательно завершён и посвящен его преемником Калигулой. Некоторые ученые предположили, что задержки с завершением строительства храма указывали на то, что Тиберий мало заботился о почестях своего предшественника. Прочие исследователи им возражают, указывая на противоположный случай, когда Тиберий совершил своё последнее путешествие из своей виллы на Капри с намерением въехать в Рим и посвятить храм. Тем не менее, император умер в Мизенуме в Неаполитанском заливе и так и не смог отправиться в столицу. Иттай Градель предполагает, что столь длительная фаза строительства храма была признаком особо кропотливого труда.